# Nikołaj Markow
Nikołaj Jewgienjewicz Markow (ros. Николай Евгеньевич Марков, ur. 21 marca?/2 kwietnia 1866 w Symferopolu, zm. 22 lub 24 kwietnia 1945 w Wiesbaden) – rosyjski prawicowy działacz polityczny, deputowany do III i IV Dumy Państwowej, emigracyjny działacz antykomunistyczny i antysemicki, pisarz i publicysta.

## Życiorys
W 1888 roku ukończył studia w instytucie inżynierów państwowych w Sankt Petersburgu, po czym pracował jako inżynier na budowach linii kolejowych. Jako właściciela ziemskiego wybrano go członkiem kurskiego jezdnego urzędu ziemskiego, zaś w 1905 roku gubernialnego urzędu ziemskiego. Zaczął wydawać pismo „Russkoje znamia”. Współtworzył Kurską Ludową Partię Porządku, która pod koniec 1906 roku weszła w skład Związku Ludu Rosyjskiego. Nikołaj Markow w tym samym roku został członkiem rady do spraw organizacji zjazdu pełnomocnych przedstawicieli szlacheckich. Do 1910 roku wielokrotnie brał udział w zjazdach szlacheckich. Wchodził w skład komisji do spraw kwestii żydowskiej rady Zjednoczonej Szlachty. Wszedł w skład Rady Głównej Związku Ludu Rosyjskiego. Był deputowanym do III i IV Dumy Państwowej jako reprezentant guberni kurskiej, będąc członkiem frakcji prawych. Od jesieni 1915 roku wydawał kolejne pismo „Ziemszczina”. Po rewolucji październikowej 1917 roku prowadził antybolszewicką działalność konspiracyjną w Piotrogradzie. Latem 1918 roku objął funkcję oberoficera do specjalnych poruczeń wojskowego zarządu państwowego wojsk Białych generała Nikołaja Judenicza. Po ich internowaniu na początku 1920 roku, wyjechał do Berlina, gdzie redagował pismo „Dwugławyj orioł”. W 1921 roku uczestniczył w zjeździe monarchistów w Bad Reichenhall. Wybrano go przewodniczącym Wyższej Rady Monarchistycznej. Od 1922 roku był związany z rodziną wielkiego księcia Kiriłła Władimirowicza. W 1935 roku wstąpił do sekcji rosyjskiej organizacji Welt-Dienst. Od 1936 roku był redaktorem naczelnym niemieckiego pisma „Welt-Dienst. Internationale Korrespondenz zur Aufklärung über die Judenfrage“. Współuczestniczył w opracowaniu encyklopedii antysemickiej Segila Veri. Był autorem książek i artykułów o charakterze antysemickim w języku rosyjskim i niemieckim, w których opowiadał się za „ostatecznym rozwiązaniem kwestii żydowskiej” i wojną z ZSRR.